# Gōdō-gaisha
Gōdō-gaisha (jap. 合同会社, lub gōdō-kaisha), w skrócie zapisywana jako GK – jedna z japońskich form spółki wzorowana na amerykańskiej spółce z ograniczoną odpowiedzialnością (LLC), stąd termin „japońska LLC” (日本版LLC, Nihon-ban LLC).

## Informacje
Gōdō-gaisha funkcjonuje od 2006 roku, kiedy to japoński rząd zmienił przepisy dotyczące firm prowadzących działalność w Japonii.
W przeciwieństwie do spółek akcyjnych, w których inwestycje i zarządzanie są rozdzielone na akcjonariuszy i dyrektorów, a organ decyzyjny różni się w zależności od sprawy, inwestycje i zarządzanie są połączone w spółkach członkowskich, takich jak spółki z ograniczoną odpowiedzialnością. Ułatwia to ustanowienie wewnętrznych powiązań i procedur decyzyjnych, ponieważ wszyscy członkowie spółki z ograniczoną odpowiedzialnością mają ograniczoną odpowiedzialność. Są one również wykorzystywane do zakładania japońskich spółek zależnych zagranicznych firm oraz jako narzędzie sekurytyzacji.
W przypadku GK wszystkie decyzje dotyczące ważnych spraw spółki muszą być zatwierdzane jednogłośnie.

## Koszty
Koszt założenia spółki z ograniczoną odpowiedzialnością w 2024 r. wynosił około 100 000 jenów. Alternatywnie, spółka mogła zostać założona za 60 000 jenów, jeśli korzystała z „elektronicznej umowy spółki” (minimalna opłata za certyfikację umowy spółki wynosił 30 000 jenów, minimalny podatek rejestracyjny i licencyjny wynosił 60 000 jenów itp.).

## Przykłady spółek z ograniczoną odpowiedzialnością
Japońskie spółki z ograniczoną odpowiedzialnością są często spółkami będącymi w całości własnością (spółkami zależnymi będącymi w całości własnością), które są lokalnymi spółkami zależnymi spółek zagranicznych, a w wielu przypadkach zostały zreorganizowane ze spółek akcyjnych lub podobnych. Powodem tego jest to, że ze względu na model biznesowy nie ma potrzeby rozważania notowania spółki jako samodzielnego podmiotu, koszty biznesowe są niższe niż w przypadku spółki akcyjnej, japońska spółka nie musi być poddawana audytowi, jeśli spółka z kraju macierzystego taki miała, a zdolność kredytowa nie jest ważna, ponieważ wiele transakcji B2C jest przeprowadzanych w formie „spółki akcyjnej”.